# Музыка народов птиц
«Музыка Народов Птиц» — збірка гурту українського гурту «Табула Раса», видана у 2007 році.

## Композиції
1. 22
2. Восток (укр. «Схід»)
3. Апрель (укр. «Квітень»)
4. Шейк «Шей, шей»
5. Машина
6. Кубики
7. Вельветовый пиджак
8. Утренний белый луч (укр. «Ранковий білий промінь»)
9. Бетельгейзе
10. I Love You (укр. «Я тебе люблю»)
11. Дождь (укр. «Дощ»)
12. Мечта в конверте (укр. «Мрія в конверті»)
13. Море в яблоках (укр. «Море в яблуках»)
14. Дорога
15. 23

## Технічна інформація
- Мастеринг збірки: М. Капуста (студія CabbageMix)
- Оформлення: В. Євченко